# Edward Earle Purinton
Edward Earle Purinton foi um  filósofo estadunidense cujos livros  versam sobre realização pessoal através do desenvolvimento  do caráter e da força de vontade. Uma de suas principais obras é A Vitória do Homem de Ação.